# Д’Соуза, Невилл
Невилл Стефан Дж. Д’Соуза (3 августа 1932, Ассагао, Португальская Индия — 16 марта 1980, Махараштра) — индийский футболист, играл на позиции нападающего. Известен прежде всего по выступлениям в составе сборной Индии, которая заняла четвёртое место на Олимпийских играх 1956 года, а Невилл Д’Соуза стал одним из лучших бомбардиров олимпийского футбольного турнира.

## Биография
На клубном уровне выступал за команды города Бомбей, а также за сборную штата Махараштра в розыгрыше Трофея Сантоша — фактически главного турнира в стране до начала розыгрыша Национальной футбольной лиги. В 1956 году играл в составе сборной Индии на Олимпийских играх 1956 года, на которых индийская сборная заняла четвёртое место, что стало её наивысшим успехом на международных турнирах. В составе команды в четвертьфинале турнира в матче со сборной Австралии сделал хет-трик, который стал первым хет-триком азиатского футболиста на Олимпийских играх. Всего на турнире отличился четырьмя забитыми мячами и вместе с Димитаром Милановым и Тодором Веселиновичем стал лучшим бомбардиром олимпийского футбольного турнира.
Умер от геморрагического инсульта.